# The Face in the Fog
The Face in the Fog è un film muto del 1922 diretto da Alan Crosland. Interpretato da Lionel Barrymore, Seena Owen e Lowell Sherman, il film fu prodotto dalla Cosmopolitan Productions, la casa di produzione fondata da William Randolph Hearst.

## Trama
Boston Blackie Dawson, un ladro pentito, entra per caso in possesso dei gioielli Romanov che alcuni aristocratici russi hanno portato in salvo negli Stati Uniti dopo la rivoluzione. Dawson sventerà i piani di una banda di russi che vogliono mettere le mani sui gioielli, scoprendo anche l'identità del loro capo. Consegnerà al governo degli Stati Uniti - che vuole recuperare i preziosi contrabbandati -  una copia delle vere gioie e restituirà alla duchessa Tatiana i gioielli originali.

## Produzione
Il film fu prodotto dalla Cosmopolitan Productions.

## Distribuzione
Distribuito dalla Famous Players-Lasky Corporation e dalla Paramount Pictures, il film - della durata di 70 minuti - uscì nelle sale cinematografiche USA l'8 ottobre 1922.